# Paul Little
Pour les articles homonymes, voir Little.
Paul Hugo Little, né Paul Hugo Litwinsky en 1915 et décédé à Chicago en 1987, était un écrivain américain de pulp fiction et de romans historiques tels que The Windhaven Series (sous le nom de plume Marie de Journlet) et The Hawk and the Dove Series (sous le nom de plume Leigh Franklin James).

## Biographie
Il est l'auteur de plus de 700 romans historiques, de fiction, érotiques et d'amour. Il publia la plupart de ses œuvres sous des pseudonymes : Marie de Journlet, Kenneth Harding, Leigh Franklin James, Myron Kosloff, Paula Minton et Sylvia Sharon
Paul Little ne publia que quelques ouvrages sous son propre nom, notamment Chessworks (un livre de théorie sur les échecs) et The Condominium Trap (un roman littéraire)
Pratiquant couramment le français, il travailla durant plusieurs années comme traducteur français/anglais. Il a également enseigné la fiction littéraire au City Colleges of Chicago.
Kenan Heise du Chicago Tribune déclara : "Le Livre Guinness des records répertorie Kathleen Lindsay, auteur Sud-Africaine comme étant l'écrivain le plus prolifique avec 904 romans. Monsieur Little croit qu'il est le second avec une moyenne d'un roman chaque semaine et demi depuis 1963".
Paul Little décéda en 1987 à l'âge de 72 ans.